# Cerro Mirador, Oaxaca
Cerro Mirador är en ort i Mexiko.   Den ligger i kommunen San Juan Bautista Valle Nacional och delstaten Oaxaca, i den sydöstra delen av landet, 300 km sydost om huvudstaden Mexico City. Cerro Mirador ligger 957 meter över havet och antalet invånare är 201.
Terrängen runt Cerro Mirador är kuperad österut, men västerut är den bergig. Cerro Mirador ligger uppe på en höjd. Runt Cerro Mirador är det ganska glesbefolkat, med 47 invånare per kvadratkilometer. Närmaste större samhälle är San Juan Bautista Valle Nacional, 15,1 km söder om Cerro Mirador. I omgivningarna runt Cerro Mirador växer i huvudsak städsegrön lövskog.